# Liste von Kriegsschiffen der südamerikanischen Marinen
Die Bestellung und Indienststellung von Schlachtschiffen, Kreuzern und Flugzeugträgern war für die Marine verschiedener lateinamerikanischer Staaten wiederholt von Statusdenken und Wettrüsten geprägt.
Wiederholt gehörten lateinamerikanische Schiffe zu den ältesten ihrer Art. Ein aktuelles Beispiel ist das peruanische Flaggschiff Almirante Grau, das bereits 1941 vom Stapel lief.
Einige Schiffe wurden niemals fertiggestellt.
- Panzerschiffe:
- Schlachtschiffe: Argentinien, Brasilien (je 2, weitere bestellt), Chile (1, ein weiteres verkauft)
- Aufklärungskreuzer:
- Leichte Kreuzer:
- Hubschrauberkreuzer: Peru (Aguirre (CH-84))
- Flugzeugträger: Argentinien, Brasilien

## Geschichtlicher Hintergrund
Nachdem Argentinien und Chile ein Flottenwettrüsten, das durch Grenzstreitigkeiten entstanden war, im Mai 1902 durch einen Vertrag geregelt hatten, stornierten beide Staaten Kaufaufträge für größere Kriegsschiffe im Ausland.
In der Folge entwickelte Brasilien einen ambitionierten Flottenrüstungsplan, der vergleichbar mit dem Wettrüsten in Europa eine neue Dynamik erhielt. Brasilien orderte in Großbritannien zwei Schlachtschiffe der Dreadnoughtbauart, Minas Geraes und Sao Paulo, woraufhin Argentinien mit dem Bauauftrag für zwei weit größere Dreadnoughts in den USA antwortete. Als Brasilien ebenfalls zwei Schlachtschiffe dieser Größe bestellte, wurde auch in Argentinien der Kauf eines weiteren Schiffs geplant.
Keines dieser Schiffe wurde jedoch gebaut, da Brasilien mit der Finanzierung des Projekts überfordert war. Ohnehin hatten die brasilianischen Rüstungen für die „Goldene Flotte“ (Armada da Oro) den Staatshaushalt extrem belastet. Das in Großbritannien bereits im Bau befindliche Superdreadnought Rio de Janeiro wurde an das Osmanische Reich verkauft, das Schiff beim Beginn des Ersten Weltkriegs von Großbritannien konfisziert und als HMS Agincourt in Dienst gestellt. Der Auftrag für die Riachuelo wurde vor dem Stapellauf storniert.
Chile erhielt vor dem Ersten Weltkrieg keines der zwei bestellten Superdreadnoughts. Beide wurden bei Kriegsbeginn von der Royal Navy angekauft. Die Almirante Latorre nahm als HMS Canada unter anderem an der Skagerrakschlacht teil. Das Schwesterschiff Almirante Cochrane wurde nach 1918 zum Flugzeugträger umgebaut, HMS Eagle, seit 1924 in Dienst, wurde am 11. August 1942 durch das deutsche U-Boot U 73 versenkt. Almirante Latorre wurde zurückveräußert und tat von 1920 bis 1958 Dienst in der chilenischen Marine.

## Liste der Schlachtschiffe, Kreuzer und Flugzeugträger der lateinamerikanischen Marinen
Diese Liste enthält alle Schlachtschiffe, Kreuzer und Flugzeugträger die in der Marine verschiedener lateinamerikanischer Staaten von 1900 bis heute im Einsatz waren. Einige Schiffe wurden niemals fertiggestellt. Es sind ferner ein Zerstörer und eine Fregatte aufgeführt, die eine Einsatzverdrängung von über 5.000 Tonnen haben und so die Größe der Panzerschiffe um 1900 erreichen.
| Status des Schiffes             |
| ------------------------------- |
| Außer Dienst                    |
| In aktivem Dienst               |
| Verlust durch Krieg oder Unfall |
| Bau storniert oder verkauft     |

Die Tabelle ist sortierbar.
| Name                      | Land        | Typ   | Verdr. (in t) | Stapellauf | in Dienst | außer Dienst | Herkunft                             | Bewaffnung Bemerkungen                                                   | Foto                                       |
| ------------------------- | ----------- | ----- | ------------- | ---------- | --------- | ------------ | ------------------------------------ | ------------------------------------------------------------------------ | ------------------------------------------ |
| Riachuelo                 | Brasilien   | Pz    | 5.029         | 1883       | 1883      | 1910         | Samuda                               | 4× 240 mm                                                                | Riachuelo (um 1907)                        |
| Aquidabã                  | Brasilien   | Pz    | 5.029         | 1885       | 1885      | 1906         | Samuda                               | 4× 230 mm Explosion, gesunken, 212 Tote                                  | Aquidabã (vor Umbau)                       |
| Tamandaré                 | Brasilien   | Cp    | 4.537         | 1890       | 1893      | 1915         | Brasilien                            | 10× 150 mm                                                               | Tamandaré (nach Umbau)                     |
| Rivadavia                 | Argentinien | Cp    | 7.750         | 1902       |           |              | Ansaldo                              | 1× 254 mm, 2× 203 mm An verkauft: Kasuga, 1945 versenkt.                 | Kasuga ex Rivadavia                        |
| Mariano Moreno            | Argentinien | Cp    | 7.822         | 1903       |           |              | Ansaldo                              | 4× 203 mm An verkauft: Nisshin, 1936 Zielschiff.                         |                                            |
| Constitución              | Chile       | B     | 11.800        | 1903       |           |              | Armstrong-Whitworth                  | 4× 254 mm An verkauft: Swiftsure                                         | Swiftsure ex Constitución                  |
| Libertad                  | Chile       | B     | 11.800        | 1903       |           |              | Vickers                              | 4× 254 mm An verkauft: Triumph, 1915 von U 21 versenkt.                  | Triumph (1904) ex Libertad                 |
| Rivadavia                 | Argentinien | BB    | 30.100        | 1911       | 1915      | 1952         | Fore River                           | 12× 305 mm                                                               | Rivadavia                                  |
| Moreno                    | Argentinien | BB    | 30.100        | 1911       | 1915      | 1952         | Camden                               | 12× 305 mm Nach 96 Tagen Schlepp in Japan abgewrackt.                    | Rivadavia                                  |
| N.N.                      | Argentinien | BB    | 30.100        | 1916       |           |              | Vereinigte Staaten                   | 12× 305 mm Auftrag nicht vergeben                                        | Auftrag Nr. 3 nicht vergeben               |
| São Paulo                 | Brasilien   | BB    | 19.508        | 1909       | 1910      | 1946         | Vickers                              | 12× 305 mm Beim Schlepp 1951 verschollen, 9 Tote.                        | São Paulo tbc                              |
| Minas Geraes              | Brasilien   | BB    | 19.508        | 1908       | 1909      | 1946         | Vickers                              | 12× 305 mm 1908                                                          | Minas Geraes                               |
| Rio de Janeiro            | Brasilien   | BB    | 27.500        | 1913       |           |              | Armstrong Whitworth                  | 14× 305 mm an verkauft; beschlagnahmt: HMS Agincourt                     | Sultan Osman-ı Evvel, ex Rio de Janeiro    |
| Riachuelo                 | Brasilien   | BB    | 27.500        | 1915       |           |              | Armstrong Whitworth                  | 14× 305 mm 1914 bestellt, 1915 storniert                                 |                                            |
| Almirante Latorre         | Chile       | BB    | 28.000        | 1913       | 1920      | 1958         | Armstrong-Whitworth                  | 10× 356 mm an : HMS Canada; Skagerrakschlacht                            | Almirante Latorre                          |
| Almirante Cochrane        | Chile       | BB    | 28.000        | 1913       |           |              | Armstrong-Whitworth                  | 10× 356 mm 1918 von angekauft, Flugzeugträger Eagle                      | HMS Eagle, ex Almirante Latorre            |
| C11 Bahia                 | Brasilien   | CS    | 3.050         | 1909       | 1910      | 1945         | Armstrong Whitworth                  | 10× 120 mm bei Übung explodiert, ca. 340 Tote                            | Bahia (vor Umbau)                          |
| C12 Rio Grande do Sul     | Brasilien   | CS    | 3.050         | 1909       | 1910      | 1948         | Armstrong Whitworth                  | 10× 120 mm 27 kn                                                         | Rio Grande do Sul (nach Umbau)             |
| Ceara                     | Brasilien   | CS    | 3.050         | 1911       |           |              | Armstrong Whitworth                  | 10× 120 mm storniert                                                     | Ceara (storniert)                          |
| Veinticinco de Mayo (C-2) | Argentinien | CA    | 9.000         | 1929       | 1931      | 1961         | OTO Livorno                          | 6× 190 mm                                                                | Veinticinco de Mayo (mit Grumman J2F Duck) |
| Almirante Brown (C-1)     | Argentinien | CA    | 9.000         | 1929       | 1931      | 1961         | OTO Genua                            | 6× 190 mm                                                                | Almirante Brown)                           |
| La Argentina (C-3)        | Argentinien | CL    | 7.500         | 1937       | 1939      | 1973         | Vickers                              | 9× 152 mm                                                                | La Argentina (mit Walrus-Flugboot)         |
| General Belgrano          | Argentinien | CL    | 9.575         | 1938       | 1951      | 1982         | USS Phoenix (CL-46)                  | 15× 152 mm, 1982 durch britisches U-Boot Conqueror versenkt, 323 Tote    | General Belgrano                           |
| Nueve de Julio            | Argentinien | CL    | 12.207        | 1936       | 1951      | 1978         | USS Boise (CL-47)                    | 15× 152 mm                                                               | Nueve de Julio, noch in US-Diensten        |
| Almirante Barroso         | Brasilien   | CL    | 12.207        | 1936       | 1951      | 1974         | USS Philadelphia (CL-41)             | 15× 152 mm                                                               | Almirante Barroso                          |
| Almirante Tamandaré       | Brasilien   | CL    | 13.327        | 1938       | 1951      | 1974         | USS St. Louis (CL-49)                | 15× 152 mm 1980 gesunken                                                 | Die spätere Tamandaré 1944                 |
| O’Higgins                 | Chile       | CL    | 12.207        | 1936       | 1951      | 1974         | USS Philadelphia (CL-41)             | 15× 152 mm                                                               | O’Higgins (CL-02)                          |
| Capitán Prat (CL-03)      | Chile       | CL    | 12.207        | 1936       | 1951      | 1985         | USS Nashville (CL-43)                | 15× 152 mm Chacabuco (1982–1985)                                         | USS Nashville später Capitán Prat          |
| Almirante Grau (CL-81)    | Peru        | CL    | 11.024        | 1941       | 1959      | 1979         | HMS Newfoundland (C59)               | 9× 152 mm 1973: Capitán Quiñones                                         | Capitán Quiñones vormals Almirante Grau    |
| Coronel Bolognesi (CL-82) | Peru        | CL    | 11.024        | 1942       | 1960      | 1982         | HMS Ceylon (C30)                     | 9× 152 mm 1985 abgewrackt                                                | HMS Ceylon später Coronel Bolognesi        |
| Almirante Latorre         | Chile       | CL    | 9.200         | 1945       | 1971      | 1984         | Göta Lejon                           | 7× 152 mm größtes Schiff der schwedischen Marine                         | Almirante Latorre                          |
| Almirante Latorre         | Chile       | D     | 6.300         | 1964       | 1986      | 1998         | Glamorgan (D19)                      | 2× 114 mm 4 MM38 Exocet als HMS Glamorgan im Falklandkrieg eingesetzt    | Glamorgan später Almirante Latorre         |
| Aguirre (CH-84)           | Peru        | CH    | 11.930        | 1941       | 1978      | 1999         | De Zeven Provinciën (C802)           | 4× 152 mm zeitweise Almirante Grau; verschrottet                         |                                            |
| Almirante Williams        | Chile       | FF-19 | 5.496         | 1986       | 2003      | iD           | HMS Sheffield                        | 1× 76 mm 4× Harpoon Barak 1                                              | Almirante Williams                         |
| Independencia             | Argentinien | CVL   | 18.400        | 1944       | 1959      | 1969         | HMCS Warrior (R31)                   | 1971 abgebrochen                                                         | Independencia                              |
| Veinticinco de Mayo       | Argentinien | CVL   | 19.900        | 1943       | 1969      | 1990         | Karel Doorman ex HMS Venerable (R63) |                                                                          | Veinticinco de Mayo                        |
| Minas Gerais              | Brasilien   | CVL   | 19.890        | 1944       | 1960      | 2001         | HMS Vengeance (R71)                  | Flaggschiff bis 2001                                                     | Minas Gerais                               |
| Almirante Grau            | Peru        | CL    | 11.930        | 1941       | 1973      | 2017         | De Ruyter (C801)                     | 8× 152 mm Flaggschiff; größtes in den Niederlanden gebautes Kriegsschiff | Almirante Grau                             |
| São Paulo                 | Brasilien   | CV    | 33.673        | 1960       | 2001      | 2018         | Foch (R99)                           | Flaggschiff seit 2001                                                    | São Paulo                                  |